# المعاهدة الألمانية الإسبانية لعام 1899
المعاهدة الألمانية الأسبانية كانت معاهدة وقعت في عام 1899 بين الإمبراطورية الألمانية وإسبانيا ، وتنص علي أن تبيع إسبانيا ما تبقى من جزر المحيط الهادئ لألمانيا مقابل 25 مليون بيزيتا أو ما يوازي 17 مليون مارك.

## الخلفية التاريخية
خلال اكتشافات جزر العالم الغربي في 1526 من قبل المستكشف الأسباني ألونسو توريبيو دي سالازار، وأطلق عليها "Carolinas" نسبة إلى الإمبراطور كارلوس الأول لإسبانيا، الذي يعرف أيضا باسم شارل الخامس من الإمبراطورية الرومانية المقدسة. المستكشف البرتغالي دييغو دا روشا أيضا اسماها جزر سيكويرا في 1527. على الرغم من أن الملاحين الأوائل الإسبانيين وصلوا المنطقة (من 1543) وأسموها (الفلبين الجديدة)، إلا أن الأميرال فرانسيسكو لاتسيانو أسماها "Carolinas" نسبة إلي شارل الثاني ملك إسبانيا في 1686.
بعض المسافرين الغربيين قاموا بزيارة هذه الجزر، ولكن زيارة مبكرة من المبشرين عام 1732 أدت إلى العديد من الهجمات القاتلة على الوافدين الجدد، وفقط في 1875 قامت أسبانيا ببعض المحاولات لإثبات حقوقها.
و وضعت جزر كارولين لاحقا تحت سيادة القيادة الإسبانية لجزر الهند الشرقية، وتدار من الفلبين. ولكن ألمانيا - التي احتلت ياب - دخلت في نزاع مع أسبانيا مطالبة بالجزر المتنازع عليها، وحتى انها ارسلت بعض القوارب المسلحة، وأصبح النزاع محل تحكيم البابا لاوو الثالث عشر في 1885. الذي قرر لصالح أسبانيا، لكنه أعطى ألمانيا حقوق تجارة حرة. إلا أن القوات الأسبانية لم تحتل رسميا أي جزيرة حتى عام 1886.
بعد هزيمة إسبانيا في الحرب الأمريكية الإسبانية ومن خلال معاهدة باريس (1898) بعد أن فقدت الفلبين وغوام لصالح الولايات المتحدة ،كان في حوزة إسبانيا نحو 6,000 جزيرة متبقية في المحيط الهادئ. بيد أن الجزر صغيرة للغاية، وبسبب قلة عدد السكان، وليست مثمرة للغاية وأنها قد أصبحت غير قابلة للحكم بعد خسارة المركز الإداري في مانيلا ووغير قابلين للدفاع عنها بعد خسارة اثنين من الأساطيل الأسبانية في عام 1898. إسبانيا ولذلك وجدت هذه الجزر غير قابلة للحكم، والحل الوحيد لذلك هو بيعها لبلد ما من شأنه أن يتولى المسؤولية وقد مارست ألمانيا ضغوطا على الحكومة الأسبانية لتسهيل بيع الجزر.
وأدرجت جزر كارولين وبالاو وجزر ماريانا في المعاهدة. وكنتيجة لهذه المعاهدة، التي وقعت في 12 فبراير 1899 ،وضعت النهاية لشركة الهند الشرقية الأسبانية.